# Štefanja Gora
Štefanja Gora je naselje u slovenskoj Općini Cerklju na Gorenjskem. Štefanja Gora se nalazi u pokrajini Gorenjskoj i statističkoj regiji Gorenjskoj. 

## Stanovništvo
Prema popisu stanovništva iz 2002. godine naselje je imalo 97 stanovnika.